# 쿠모이 나미코
쿠모이 나미코 (雲井 浪子(くもい なみこ), 본명: 츠보우치 미사오, 결혼 전 성 : 타카이, 1901년 (메이지 34년) 7월 23일 ~ 2003년 (헤이세이 15년) 8월 20일)는 전 다카라즈카 소녀 가극단 주연 여역으로 다카라즈카 가극단 졸업생이다. 효고현 스모토시 출신이다. 남편은 연극평론가 와세다대학 교수 츠보우치 시코이다. 딸은 배우 츠보우치 미키코가 있다. 친언니는 다카라즈카 가극단 1기생으로, 다카라즈카 가극단 졸업생인 야소시마 카지코, 친동생은 다카라즈카 가극단 16기생으로 다카라즈카 졸업생인 오지마 나오코 (본명 : 타카이 히데코)이다. 처삼촌은 츠보우치 쇼요, 쇼요의 양녀는 이이즈카 쿠니이다.
이 예명은 오구라 백인일수의 제76번 : 호세지 이리미치 전 관백 태정대신 (후지와라노 타다미치)의 「海の原 漕ぎ出でてみれば 久堅の 雲居に紛ふ 沖つ白波（わたのはら こぎいでてみれば ひさかたの くもゐにまがう おきつしらなみ）」에서 다카라즈카 가극단 창설자인 코바야시 이치조가 지어주었다.

## 약력・인물
1913년 7월, 미나토야마진조・고등소학교 (후의 고베시립 미나토야마소학교) 졸업 후에 다카라즈카 창가대 (같은 해 12월, 다카라즈카 소녀 가극단 양성회로 개칭. 현 다카라즈카 음악학교)에 미노오아리마전기궤도 본사 (현 한큐 전철)에서 친언니 야소시마 카지코와 함께 11살에 전임. 다카라즈카 가극단 1기생으로, 동기로는 오오에 후미코, 유라 미치코, 타카미에 타에코, 오구라 미유키, 초대 와카나 키미코가 있다.
1914년 4월 ~ 5월, 다카라즈카 소녀가극단 (현 다카라즈카 가극단)의 첫 무대인 「돈부라코」에서 원숭이 역을 맡았다. 당시 12살이었다.
1919년, 다카라즈카 소녀 가극단을 퇴단.
1919년 7월 21일, 츠보우치 시코와 인태신궁(靭太神宮)에서 결혼식을 올림.
2003년 8월 20일, 만 102세의 나이로 사망. 기록에 남아있는 다카라즈카 가극단 단원 중에서 가장 오래 산 인물이자, 다카라즈카 가극단 1기생으로 생존한 마지막 인물이었다.
사망 후, 2014년에 다카라즈카 가극단 창단 100주년 기념으로 창립된 다카라즈카 가극의 전당에 최초 100인 중 한명으로 전당에 들어갔다. 또한, 남편 츠보우치 시코도 연출 스탭으로써 전당에 들어가, 부부로는 유일하게 전당에 들어가 있다.

## 다카라즈카 소녀 가극단 시대의 주요 무대
| 년도 | 월일                  | 제목                                     | 공연장                              |
| ---- | --------------------- | ---------------------------------------- | ----------------------------------- |
| 1914 | 4월 1일 ~ 5월 30일    | 「돈부라코」 「들뜬 달마」 「호접」      | 다카라즈카 가극장 (파라다이스 극장) |
| 1914 | 10월 1일 ~ 11월 30일  | 「음악카후에-」                          | 다카라즈카 가극장 (파라다이스 극장) |
| 1915 | 3월 21일 ~ 5월 23일   | 「히나마츠리」                           | 다카라즈카 가극장 (파라다이스 극장) |
| 1915 | 7월 21일 ~ 8월 31일   | 「혀가 잘린 참새」                       | 다카라즈카 가극장 (파라다이스 극장) |
| 1915 | 10월 20일 ~ 11월 30일 | 「삼인엽사」 「일본무존」                | 다카라즈카 가극장 (파라다이스 극장) |
| 1916 | 3월 19일 ~ 5월 21일   | 「사쿠라다이묘」                         | 다카라즈카 가극장 (파라다이스 극장) |
| 1916 | 7월 29일 ~ 8월 31일   | 「베니스의 저녁」 「마츠카제 무라사메」  | 다카라즈카 가극장 (파라다이스 극장) |
| 1916 | 10월 20일 ~ 11월 30일 | 「다마스쿠스의 세딸」 「중장희」         | 다카라즈카 가극장 (파라다이스 극장) |
| 1917 | 1월 1일 ~ 1월 10일    | 「우타카루타」                           | 다카라즈카 가극장 (파라다이스 극장) |
| 1917 | 3월 20일 ~ 5월 20일   | 「위조」                                 | 다카라즈카 가극장 (파라다이스 극장) |
| 1917 | 7월 20일 ~ 8월 31일   | 「분홍 앵무새」 「여증아」 「밤권」      | 다카라즈카 가극장 (파라다이스 극장) |
| 1917 | 10월 20일 ~ 11월 30일 | 「코사츠크의 출진」 「하계」             | 다카라즈카 가극장 (파라다이스 극장) |
| 1918 | 1월 1일 ~ 1월 20일    | 「厩戶王子」                             | 다카라즈카 가극장 (파라다이스 극장) |
| 1918 | 3월 20일 ~ 5월 20일   | 「카구라키츠네」 「시즈고젠」 「라후센」 | 다카라즈카 가극장 (파라다이스 극장) |
| 1918 | 7월 20일 ~ 8월 31일   | 「조물주」 「클레오파트라」              | 다카라즈카 가극장 (파라다이스 극장) |
| 1918 | 10월 20일 ~ 11월 30일 | 「푸른 잎의 피리」 「잠제」              | 다카라즈카 가극장 (파라다이스 극장) |
| 1919 | 1월 1일 ~ 1월 20일    | 「啞女房」                               | 다카라즈카 가극장 (파라다이스 극장) |
|      | 3월 20일 ~ 5월 20일   | 「천수전」 「통 속의 철학자」            | 다카라즈카 신가극장 (공회당극장)    |